# Rumjana Karapetrowa
Rumjana Dimitrowa Karapetrowa (auch Rumyana Karapetrova transkribiert, bulgarisch Румяна Карапетрова; * 7. Februar 1982 in Kasanlak) ist eine bulgarische Speerwerferin.
Bei den Europameisterschaften 2006 wurde sie Sechste. Karapetrowa wurde bei den Weltmeisterschaften 2005 Zehnte. Rumjana nahm an den Weltmeisterschaften 2007 und an den Olympischen Sommerspielen 2008 teil, wo sie das Finale jedoch nicht erreichte.